# Gerhard Morkel
Pour les articles homonymes, voir Morkel.
Pas d'image ? Cliquez ici

a Compétitions nationales et continentales officielles uniquement.

b Matchs officiels uniquement.
Pieter Gerhard Morkel, né le 15 octobre 1888 à Somerset West en Afrique du Sud et mort le 5 septembre 1963 dans la même ville, est un joueur de rugby à XV qui a joué avec l'équipe d'Afrique du Sud au poste d'arrière.

## Biographie
Gerhard Morkel dispute son premier test match le 23 novembre 1912 contre l'Écosse. Il joue son dernier test match contre les All Blacks le 17 septembre 1921. Il participe au grand Chelem des Springboks contre les nations européennes en 1912-1913 jouant les 5 rencontres. L'Afrique du Sud l'emporte sur l'Écosse 16-0. Il participe ensuite à la victoire contre l'Irlande 38-0 puis à celle sur le pays de Galles 3-0. En 1913 l'Afrique du Sud achève le Grand Chelem en gagnant l'Angleterre 9-3, puis au Bouscat 38-5.
Il évolue avec la Western Province avec qui il dispute la Currie Cup.

## Palmarès
- Grand Chelem en 1912-1913

## Statistiques en équipe nationale
- 8 test matchs (8 victoires, 1 nul)
- 16 points (6 transformations, 1 drop)
- Test matchs par année : 3 en 1912, 2 en 1913, 3 en 1921